# Districte del Harz
El Harz és un dels 11 districtes de l'estat de Saxònia-Anhalt a l'oest d'Alemanya. Tot i ser un districte de Saxònia-Anhalt, el Harz és més conegut per ser la serralada més alta del nord d'Alemanya. La muntanya més alta de la serralada és el Brocken, amb 1.142m d'altura i que, des de començaments de l'Edat Moderna, és considerat el punt de trobada de bruixes més famós d'Europa i el mateix Johann Wolfgang von Goethe el menciona a la seva obra "Faust".

## Geografia

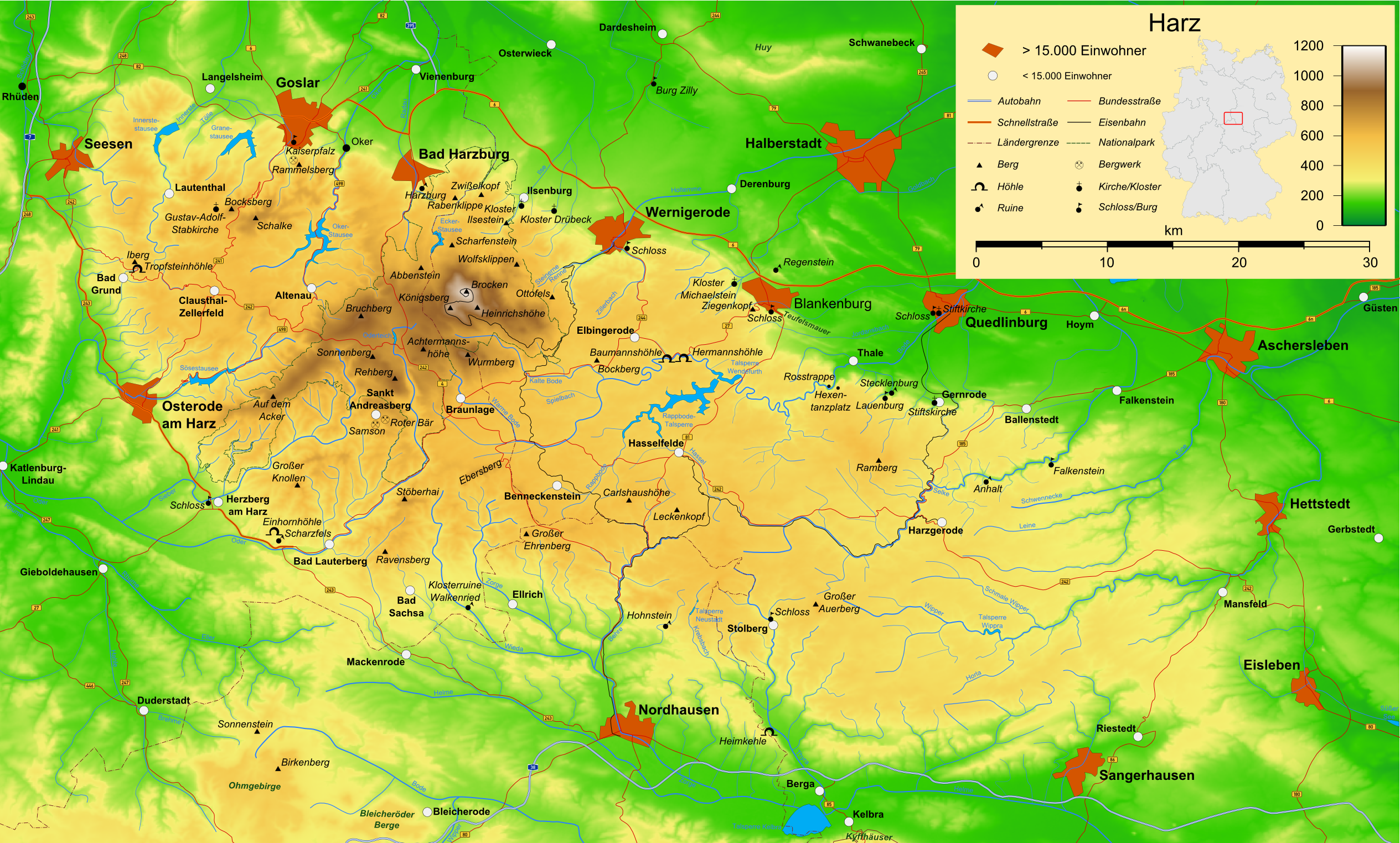
Mapa del Harz

### Rius

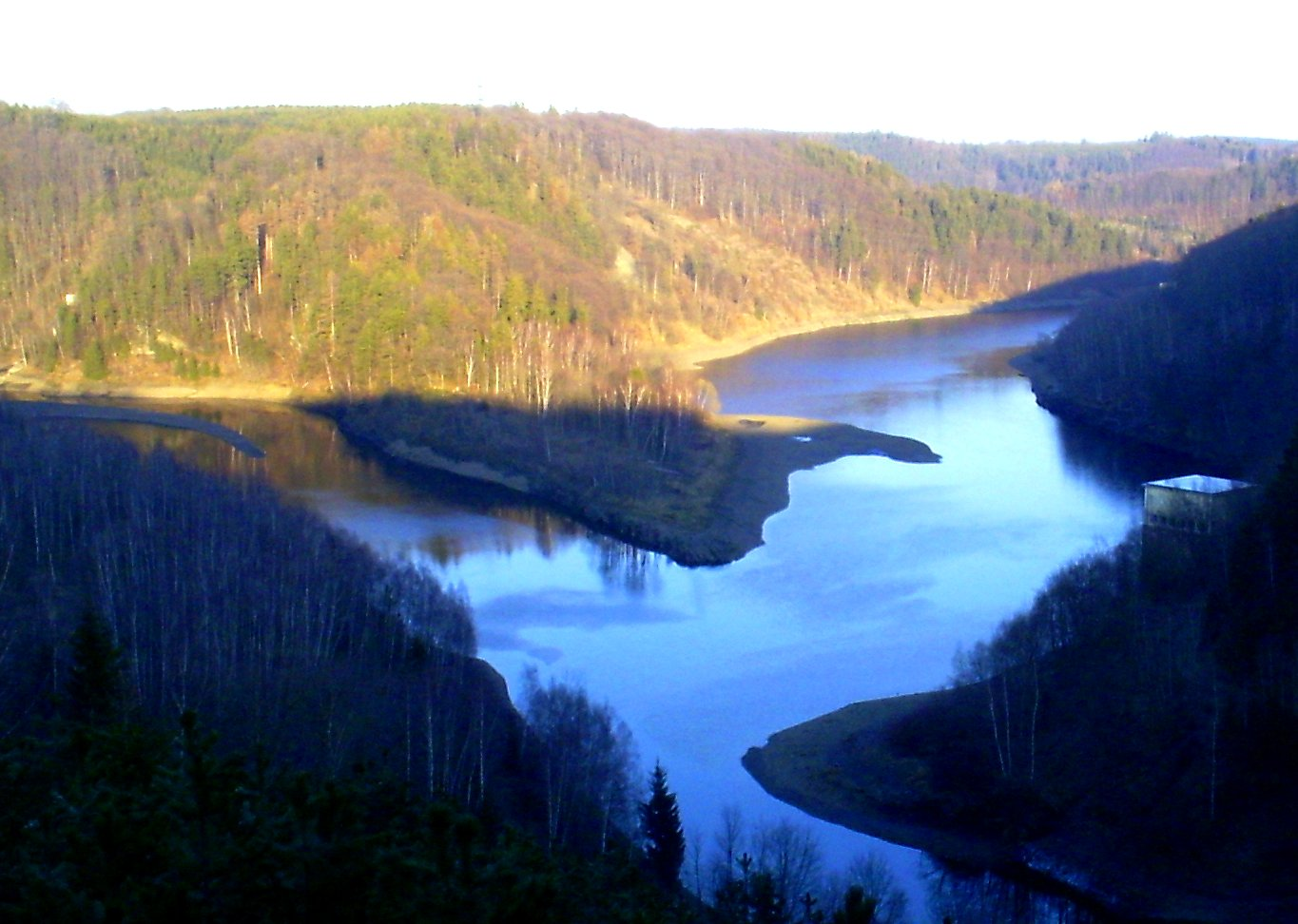
Rappbode Stausee

| - Bode - Ecker - Eine - Grane - Hassel - Holtemme | - Ilse - Innerste - Lonau - Oder - Oker | - Radau - Sieber - Söse - Selke - Selle | - Steina - Uffe - Wieda - Wipper - Zorge |

### Localitats

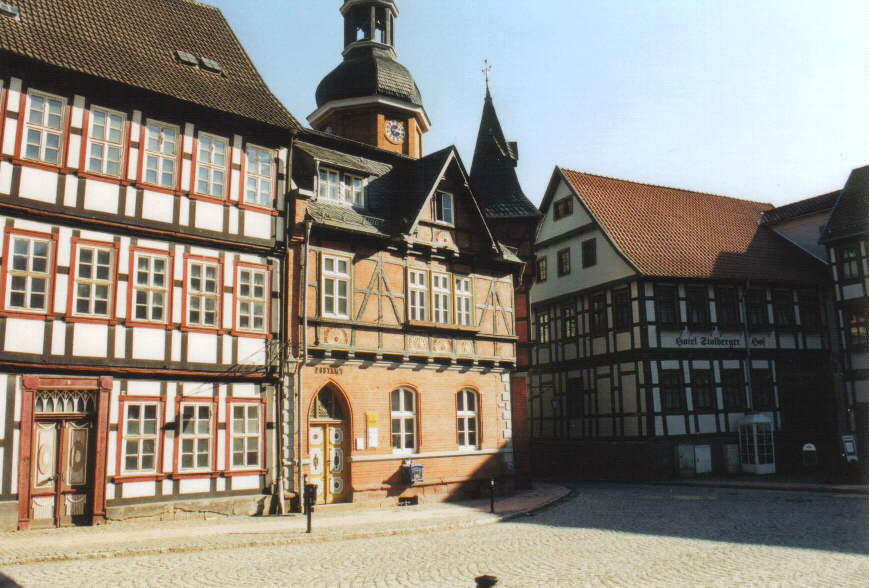
Oficina de Correus de Stolberg
edifici amb entramat de fusta

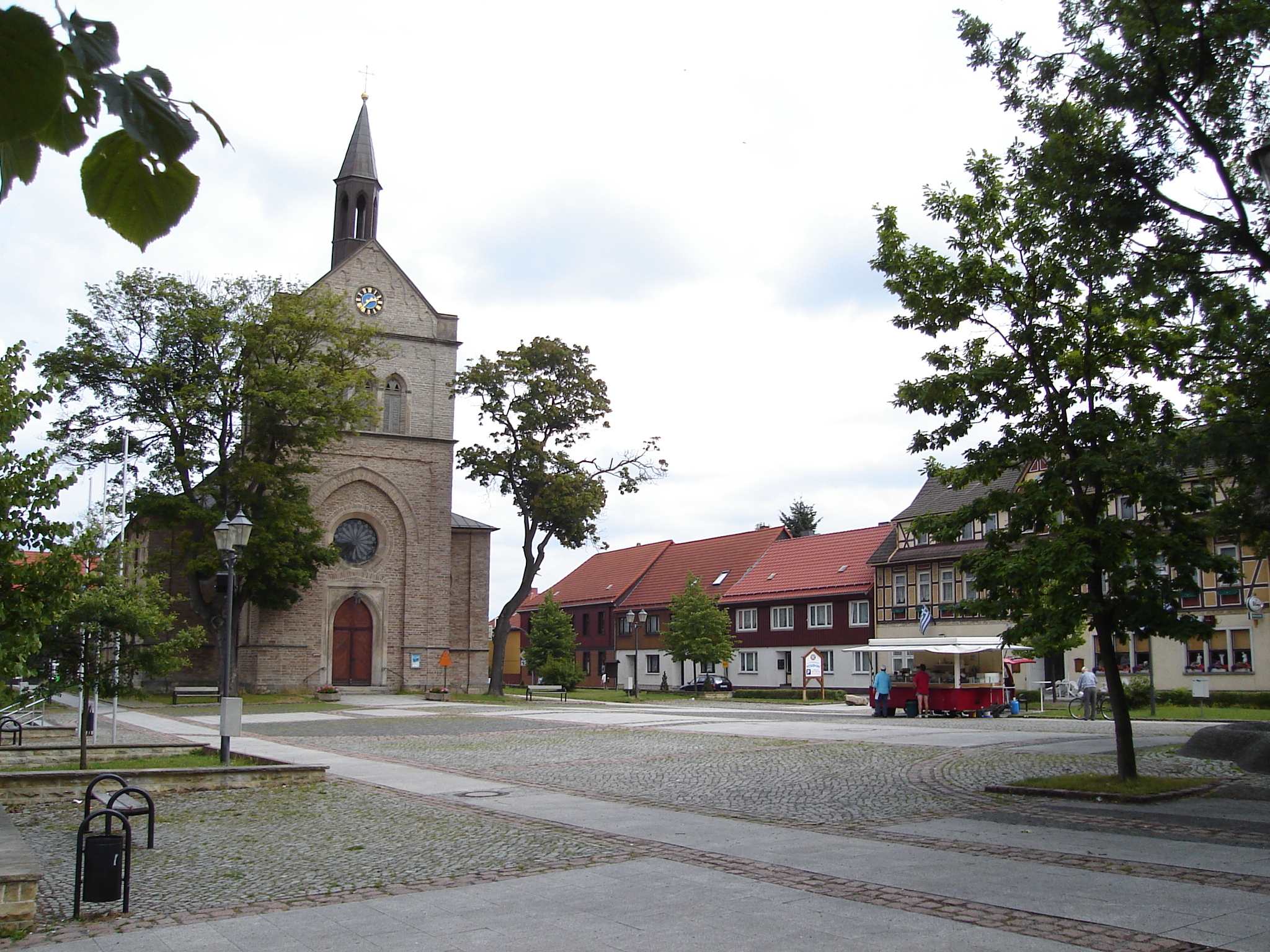
Església de Hasselfelde

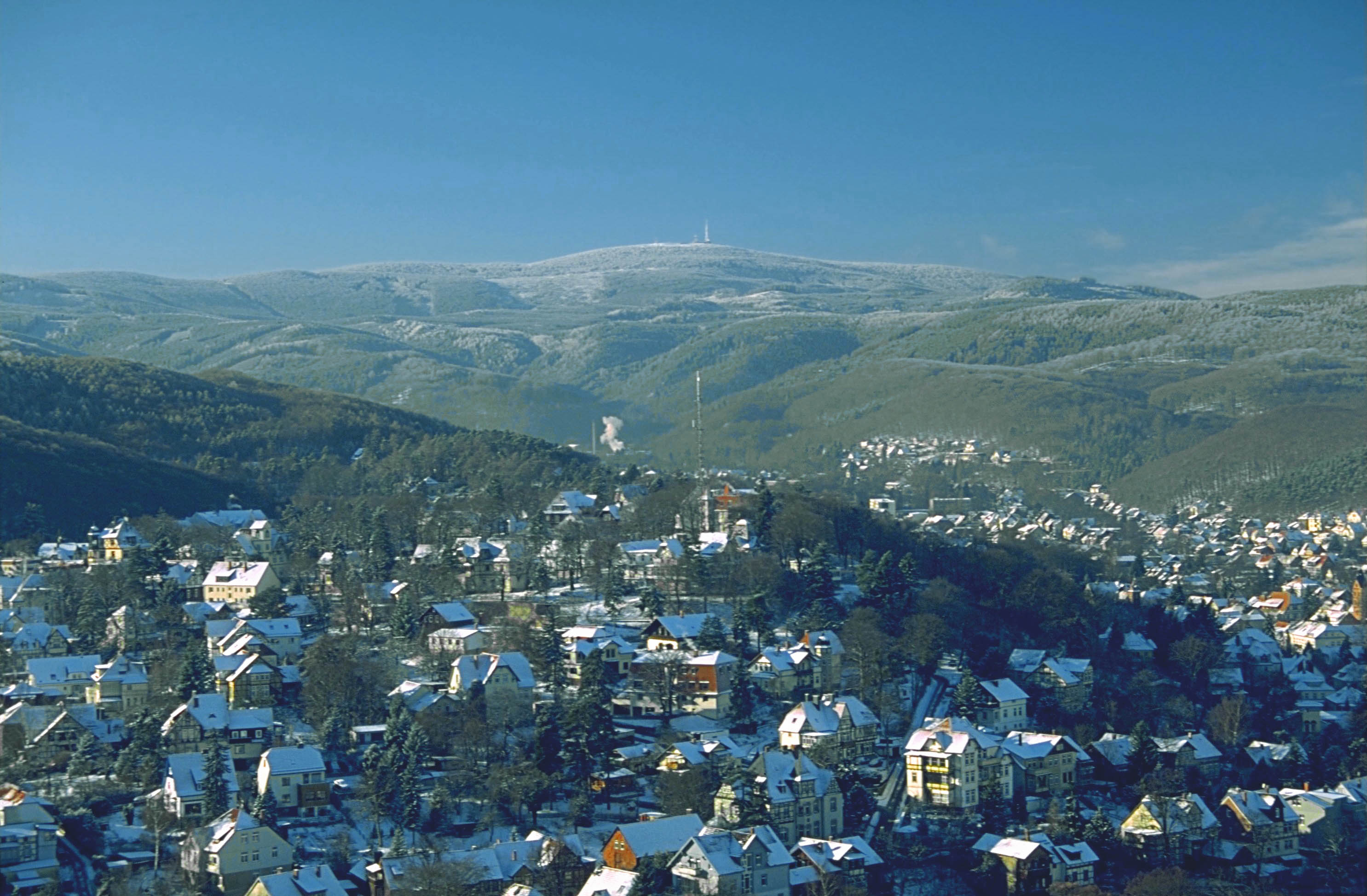
Vista del castell de Wenigerode

| - Alexisbad - Allrode - Altenau - Altenbrak - Bad Grund - Bad Harzburg - Bad Lauterberg - Bad Sachsa - Bad Suderode - Barbis - Benneckenstein - Blankenburg - Braunlage - Clausthal-Zellerfeld - Darlingerode - Drübeck - Elbingerode - Elend | - Ellrich - Goslar - Güntersberge - Harzgerode - Hasselfelde - Herzberg am Harz - Hohegeiß - Ilfeld - Ilsenburg (Harz) - Langelsheim - Lautenthal - Lonau - Lutter am Barenberge - Mansfeld - Neustadt - Osterode am Harz - Rübeland - Sankt Andreasberg | - Schierke - Seesen - Sieber - Sorge - Steina (Harz) - Stiege - Stolberg (Harz) - Tanne - Thale - Torfhaus - Treseburg - Wieda - Wildemann - Walkenried - Wernigerode - Wolfshagen im Harz - Zorge |

## Història
En el 814 Harz va ser anomenada "Hartingowe" pel rei Lluís I el Pietós. L'any 968 es van descobrir uns depòsits de plata a prop del poble Goslar, després d'uns segles s'hi van començar a fer mines per extreure'n la plata. Aquestes mines van ser explotades fins a començament del segle xix quan es van esgotar. Després la gent va començar a abandonar els pobles per un temps però després amb el turisme la gent va tornar. Actualment és famós per les excursions d'estiu i els esports d'hivern.